# Borut Stražar
Borut Stražar, slovenski literarni zgodovinar, kritik, * 8. maj 1940, Maribor

### Življenje in delo
Obiskoval je štiriletno osnovno šolo v Mariboru. Po končani osnovni šoli je obiskoval Gimnazijo Maribor, kjer je leta 1958 maturiral. Študiral je na Filozofski fakulteti v Ljubljani. Leta 1963 je diplomiral iz slovenskega in srbohrvaškega jezika s književnosti. Od leta 1963-87 je bil zaposlen na Srednji vzgojiteljski šoli v Ljubljani, najprej kot učitelj slovenskega jezika, kasneje pa kot ravnatelj. Od leta 1987-95 je bila zaposlen na Zavodu RS za šolstvo kot pedagoški svetovalec za slovenski jezik in pa kot predstojnik enote Ljubljana. Med letoma 1995 in 2003 je bil zaposlen na Inšpektoratu RS za šolstvo in šport, kot pomočnik glavnega inšpektorja. Sodeloval je z Državnim inštitutom za zgodnjo pedagogiko v Münchnu, med letoma 1983 in 1987, v projektu Multikulturalna vzgoja v otroškem vrtcu. Sodeloval je tudi pri prevodu knjige dr. Dragutin Rosandić: Metodika književne vzgoje. Leta 1982 je izdal knjigo z naslovom Književnost za otroke, kot priročnik za vzgojitelje predšolskih otrok. Priložnostno je objavljal strokovne članke v revijah Jezik in slovstvo ter Otrok in knjiga.

### O knjigiKnjiževnost za otroke
Knjiga Književnost za otroke je bila izdana leta 1982 v Ljubljani na Zavodu RS za šolstvo, kot priročnik za vzgojitelje predšolskih otrok. V knjigi avtor navaja definicijo za književnost, slikanico, pravljico, zgodbe o živalih in zgodbe o naravi, izmišljene realistične pripovedne vsebine, kaj so poučne in informativne knjige za otroke, kaj je poezija za otroke, dramatika v književnosti za otroke ter opredeli tudi humor. Pri vsakem poglavju so navedeni znani slovenski in tuji avtorji in njihova dela, kot primer slikanice, pravljice, poučne knjige idr. Na koncu vsake vsebine je izpostavljena knjižna vzgoja otrok v predšolskem in začetnem šolskem obdobju, kako otrok razume delo pri določeni starosti, kaj se nauči in predvsem zakaj je pomembno da neko delo otroku posredujemo. Avtor pravi, da je pri podajanju besedne umetnine otroku najpomembnejši namen, da otroku omogočamo čustveno, estetsko in etično doživljanje.

## Vir
- Borut Stražar (kontakt z avtorjem)
- Stražar Borut: Književnost za otroke, Ljubljana:Zavod RS za šolstvo,1982